# Parachor
Der Parachor ist eine Maßzahl aus der physikalischen Chemie, die 1924 von Samuel Sugden eingeführt wurde. Er erlaubt einen Vergleich von molarem Volumen und innerem Druck und lässt sich wie folgt berechnen:
{\displaystyle P={\frac {M\gamma ^{1/4}}{\rho ^{\text{fl.}}-\rho ^{\text{Dampf}}}}}
mit
{\displaystyle P}: Parachor
{\displaystyle M}: molare Masse
{\displaystyle \gamma }: Oberflächenspannung
{\displaystyle \rho ^{\text{fl.}}}: Dichte der Flüssigkeit
{\displaystyle \rho ^{\text{Dampf}}}: Dichte des gesättigten Dampfs
Da die Dichte des Dampfs oft deutlich geringer ist als die der Flüssigkeit, lässt sich die Gleichung bei hinreichendem Abstand zum kritischen Punkt zu dieser Form vereinfachen:
{\displaystyle P={\frac {M\gamma ^{\frac {1}{4}}}{\rho ^{\text{fl.}}}}}
Der Parachor lässt sich nicht nur für Reinstoffe angeben, sondern auch bei Mischungen anwenden. Seine Einheit ist cm3 g0,25 s−0,5 mol−1.